# 提灯盗蛛
提灯盗蛛（学名：Pisaura lantanus）为盗蛛科盗蛛属的动物。在中国大陆，分布于福建等地。该物种的模式产地在福建。